# Italië op het Eurovisiesongfestival
Italië is een van de landen die al sinds de eerste editie (1956) deelnemen aan het Eurovisiesongfestival. Het land behoort, als een van de vijf grootste financiers van het songfestival, tot de vijf Grote Eurovisielanden, waarmee het altijd verzekerd is van deelname aan de grote finale.

## De balans

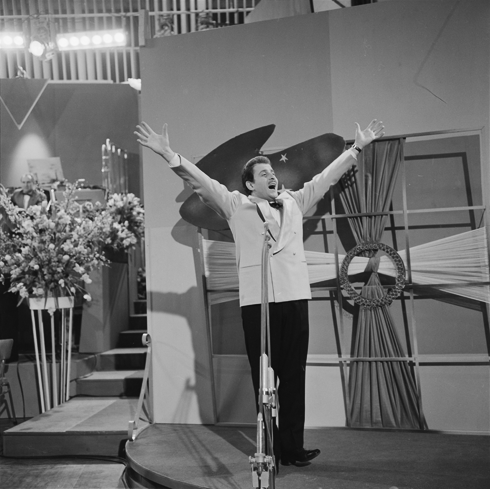
Domenico Modugno schreef in 1958 geschiedenis met Volare

Italië heeft door de jaren heen talloze successen geboekt op het Eurovisiesongfestival. Van de 50 Italiaanse deelnames eindigden er 37 bij de beste tien. Italië heeft het Eurovisiesongfestival drie keer gewonnen:
- 1964: Gigliola Cinquetti - Non ho l'età
- 1990: Toto Cutugno - Insieme: 1992
- 2021: Måneskin - Zitti e buoni

Tevens eindigde Italië in de geschiedenis van het Eurovisiesongfestival driemaal op de tweede plaats. Dat gebeurde in 1974 met oud-winnares Gigliola Cinquetti, in 2011 met zanger/pianist Raphael Gualazzi en in 2019 met Mahmood. 
Zonder twijfel de bekendste en populairste inzending leverde Italië in 1958: Nel blu dipinto di blu van Domenico Modugno. Het lied, vooral bekend onder de titel Volare, eindigde slechts op de derde plaats, maar groeide overal ter wereld uit tot een commercieel succes. Het is een van de populairste liedjes uit de geschiedenis van het Eurovisiesongfestival.
Opmerkelijk is dat Modugno eveneens verantwoordelijk is voor de minst succesvolle inzending van Italië. In 1966 eindigde hij met het lied Dio come ti amo helemaal onderaan. Tot op heden is dit de enige keer dat Italië op het festival op de laatste plaats belandde. Het is ook de enige Italiaanse inzending die geen enkel punt kreeg.

## Het Eurovisiesongfestival op Italiaanse bodem

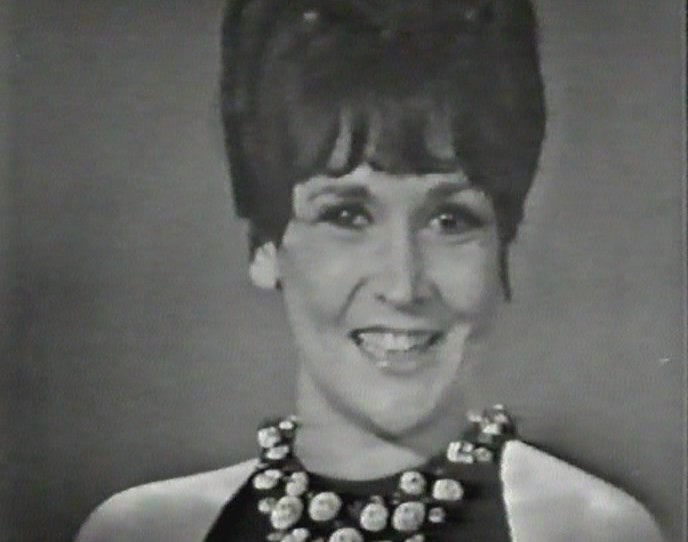
Renata Mauro presenteerde het Eurovisiesongfestival 1965 in Napels

Italië organiseerde het festival ook reeds drie keer:
- 1965: Sala di Concerto della RAI, Napels

De overwinning van 1964 bracht het songfestival een jaar later voor het eerst naar Italië. De RAI organiseerde de show in een destijds recent gebouwd studiocomplex in Napels, de derde stad van het land. De presentatie lag in handen van Renata Mauro. De intervalact werd verzorgd door de populaire operazanger Mario del Monaco, waarover naderhand enige verontwaardiging ontstond omdat hij niet live zong, maar playbackte.
- 1991: Cinecittà, Rome

Het Eurovisiesongfestival keerde in 1991 na 26 jaar terug op Italiaanse bodem. Aanvankelijk was de kustplaats San Remo door de organisatie aangewezen als locatie, maar vanwege de Golfoorlog werd uit veiligheidsoverwegingen uitgeweken naar hoofdstad Rome. De show werd gepresenteerd door de twee Italiaanse oud-winnaars van het Eurovisiesongfestival, Gigliola Cinquetti en Toto Cutugno. Dat dit geen heel gelukkige keuze was, bleek op de avond zelf. Noch Cinquetti, noch Cutugno had een basisniveau Engels, waardoor het songfestival vrijwel geheel in het Italiaans werd gepresenteerd. Daarbij praatten zij bovendien voortdurend door elkaar heen. Tijdens de puntentelling ontstond grote verwarring bij het tweetal, toen de namen van de landen en de gegeven punten in het Engels en het Frans moesten worden herhaald. Meermaals ontstonden er spraakverwarringen en moest EBU-vertegenwoordiger Frank Naef te hulp schieten bij het vertalen. Toen aan het einde van de puntentelling zowel Frankrijk als Zweden bovenaan stonden met evenveel punten, was de chaos compleet.
- 2022: Pala Alpitour, Turijn

De 66ste editie van het Eurovisiesongfestival vond plaats in de Noord-Italiaanse stad Turijn en werd gepresenteerd door Alessandro Cattelan, Laura Pausini en Mika. Het festival werd gekenmerkt door technische problemen. Het festival stond ook in het teken van de politiek, aangezien Rusland uitgesloten werd van deelname na de invasie van Oekraïne. De Oekraïense inzending kon op enorme sympathie rekenen uit heel Europa, en won het festival op overweldigende wijze.

## Eurovisiesongfestivals zonder Italië
Italië heeft zich meerdere malen teruggetrokken van het Eurovisiesongfestival. Dit gebeurde voor het eerst in 1981, waarbij de RAI verklaarde dat er weinig interesse meer voor was onder de Italiaanse kijkers. Ook het feit dat Italië in de jaren voordien enkele malen slecht gescoord had, zou hebben meegespeeld bij de beslissing om weg te blijven. In 1982 en 1986 was Italië eveneens afwezig, zogezegd vanwege teleurstellende kijkcijfers.
Vanaf 1994 verloor Italië zijn belangstelling voor het Eurovisiesongfestival vrijwel definitief. Dit was deels te wijten aan de populariteit van het jaarlijkse Festival van San Remo, waar in 1956 het Eurovisiesongfestival van werd afgeleid en dat onder de Italianen een grote prestige geniet. Het land trok zich voor langere tijd terug van het songfestival. De enige uitzondering werd nog gemaakt in 1997, maar dit was vermoedelijk alleen omdat de RAI de annuleringstermijn had gemist en bij afwezigheid een hoge boete zou hebben gekregen van de EBU.
Na de millenniumwisseling werden door de EBU verschillende pogingen ondernomen om de Italianen terug te laten keren op het Eurovisiesongfestival, maar tevergeefs. De interesse in het songfestival bleef in Italië mager, en de RAI toonde zich bovendien een tegenstander van de in 1997 ingevoerde verplichting om het festival live uit te zenden. Pas nadat San Marino in 2008 zijn opwachting maakte op het songfestival, leek de Italiaanse belangstelling weer te groeien. Onder anderen Raffaella Carrà en Toto Cutugno pleitten voor een terugkeer van hun land. In 2009 werd de deelname van Italië door de EBU tot prioriteit verklaard. Het land keerde na 13 jaar afwezigheid uiteindelijk terug op het songfestival van 2011.

## Taal
Als een van de weinige landen, is Italië door de jaren heen grotendeels trouw gebleven aan de eigen taal, het Italiaans. Vrijwel alle Italiaanse inzendingen zijn in deze taal vertolkt. Slechts enkele keren bevatten de liedjes ook een deels Engelstalige tekst; dit was het geval in 1976, 2011, 2012 en 2016. In 1984 was in het lied I treni di Tozeur een stukje Duits te horen, meer bepaald een regel uit Die Zauberflöte van Mozart. De enige keer dat er door Italië helemaal geen Italiaans werd gezongen op het songfestival, was in 1991, toen Peppino di Capri in eigen land aantrad met een lied in het Napolitaans.

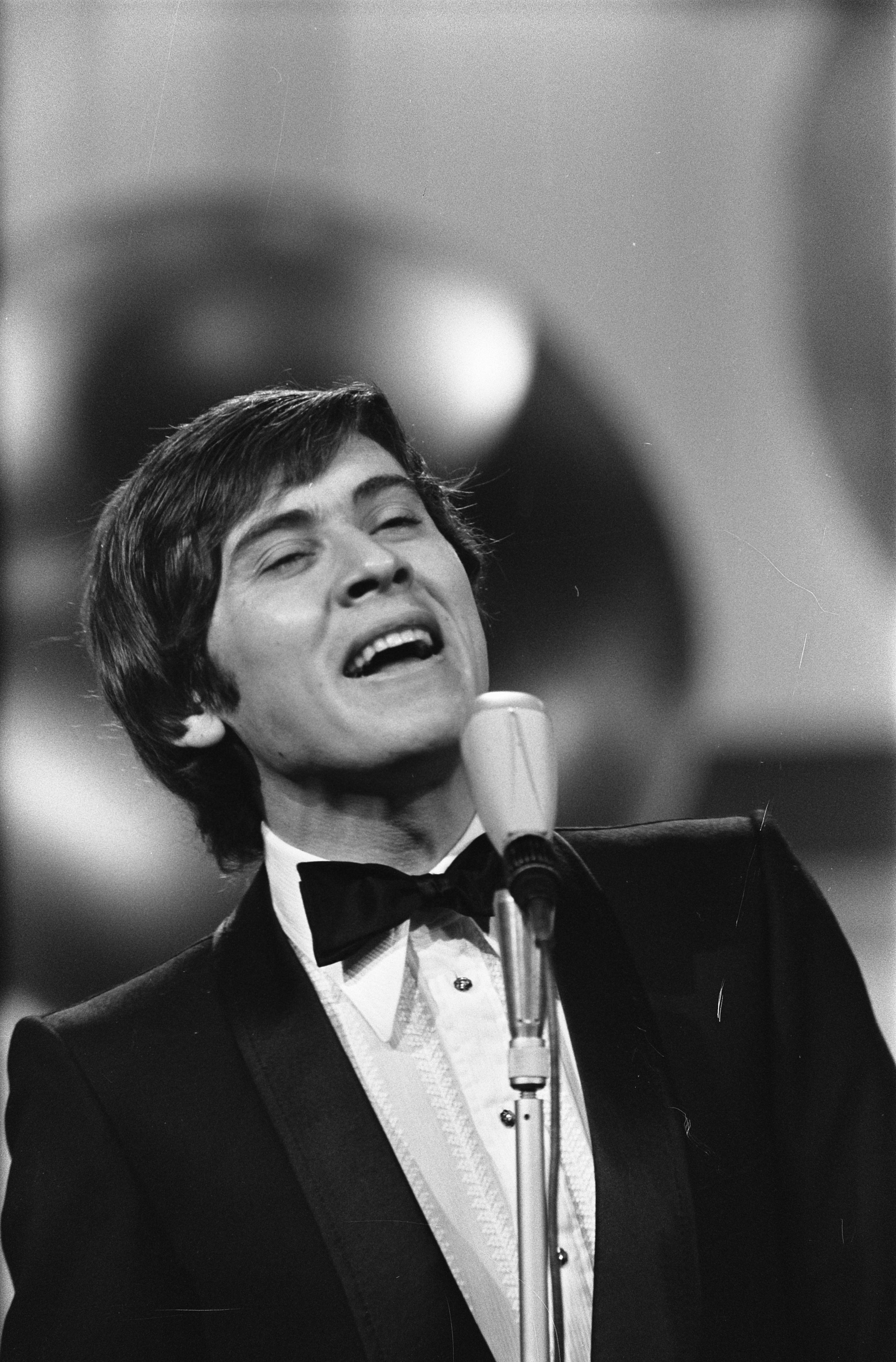
Gianni Morandi mocht, als winnaar van Canzonissima, in 1970 naar het songfestival

## Nationale selectie
In tegenstelling tot de meeste andere deelnemende landen, heeft Italië nooit een officiële nationale voorronde voor het Eurovisiesongfestival gekend. In plaats daarvan is vaak het Festival van San Remo gebruikt om te bepalen welke artiest wordt afgevaardigd. Dit festival werd in 1951 voor het eerst georganiseerd en diende als inspiratiebron voor de oprichting van de Europese variant in 1956. In dat eerste songfestivaljaar deden zeven landen mee, waarbij ieder land twee deelnemers mocht inzenden. Italië nam deel met de nummers één en twee van het San Remo-festival, en maakte er in de daaropvolgende jaren een gewoonte van om automatisch de San Remo-winnaars naar het songfestival te sturen. Een complicerende factor hierbij was dat de liedjes in San Remo destijds gebracht werden door twee verschillende artiesten. Ook het winnende lied kende dus twee verschillende vertolkers, waarbij achteraf de keuze gemaakt moest worden welke van de twee naar het songfestival mocht. Tussen 1967 en 1969 werd dezelfde formule gebruikt, maar traden de Italiaanse deelnemers op het songfestival aan met een ander lied dan het winnende lied van San Remo.
In 1970 werd besloten om de Italiaanse inzendingen voortaan anders te kiezen, omdat men vond dat het San Remo-festival te veel grandeur had gekregen om als een preselectieprogramma te dienen. Als vervanging koppelde men de selectie aan Canzonissima, een andere nationale liedjeswedstrijd. De winnaars hiervan werden, echter met een ander lied, afgevaardigd naar het songfestival. In 1972 stond er met Nicola di Bari evenwel toch weer een San Remo-winnaar op het Eurovisiepodium, maar dit was toeval aangezien Di Bari bij Canzonissima eveneens de winnaar was geweest.
Omdat Canzonissima ophield te bestaan, besloot de RAI in 1976 de Italiaanse inzendingen voortaan intern te kiezen. Hierbij is de invloed van het San Remo-festival altijd onmiskenbaar gebleken. Alle artiesten die ooit voor Italië naar het Eurovisiesongfestival gingen, hebben ook ervaring gekend met het San Remo-festival. Veruit de meesten hadden het festival eerder al eens gewonnen of zouden het later op hun naam schrijven. Tot en met de jaren negentig kwam het desondanks nog maar enkele keren voor dat Italië op het songfestival vertegenwoordigd werd door de San Remo-winnaar van hetzelfde jaar. Dit was het geval in 1989, 1993 en 1997. In 1989 en 1993 ging het echter wel om een ander lied dan waarmee in San Remo gewonnen was. In 1987 won Umberto Tozzi het San Remo-festival als onderdeel van een trio, en trad hij op het songfestival aan als duo, samen met Raf; dit gebeurde bovendien met een ander lied.
Sinds Italië in 2011 na een lange afwezigheid terugkeerde op het songfestival, speelt het San Remo-festival opnieuw een belangrijke rol bij de beslissing wie het land op het Eurovisiesongfestival vertegenwoordigt. Tussen 2011 en 2014 werd uit het deelnemersveld van San Remo, ongeacht zijn of haar klassering, een artiest geselecteerd (aanvankelijk door een speciaal comité en in 2014 door de RAI). Sinds 2015 krijgt echter de winnaar van het San Remo-festival weer automatisch het recht om naar het Eurovisiesongfestival te gaan. Wordt de uitnodiging geweigerd (zoals in 2016 het geval was), dan kiest de RAI zelf een andere kandidaat. In 2016 viel de keuze op Francesca Michielin, die in San Remo als tweede geëindigd was.

## De jaren 50 en 60

### Debuut
Italië maakte zijn debuut op het allereerste Eurovisiesongfestival in 1956, gehouden in de Zwitserse stad Lugano. Er mochten twee deelnemers worden afgevaardigd, en voor Italië werden dit de zangeressen Franca Raimondi en Tonina Torrielli, die op het Festival van San Remo respectievelijk op de eerste en de tweede plaats waren geëindigd. Beiden zongen een lied, respectievelijk Aprite le finestra en Amami se vuoi. Onbekend is op welke plaatsen Italië eindigde; behalve de winnaar (Zwitserland) zijn de resultaten van dit songfestival nooit bekendgemaakt.
Op het tweede songfestival, in 1957, werd Italië vertegenwoordigd door Nunzio Gallo. Zijn lied Corde della mia chitarra viel vooral op vanwege de lengte; deze bedroeg maar liefst 5:09 minuten. Het contrast met de Britse inzending, die slechts 1:52 minuten duurde, werd te groot bevonden, en de organiserende EBU besloot voortaan een maximale duur van 3 minuten te adviseren voor alle deelnemende liedjes. Later werd dit advies omgezet in een strikte regel, die ook heden ten dage nog wordt gehandhaafd. De inzending van Gallo is zodoende altijd het langste lied uit de songfestivalgeschiedenis gebleven.

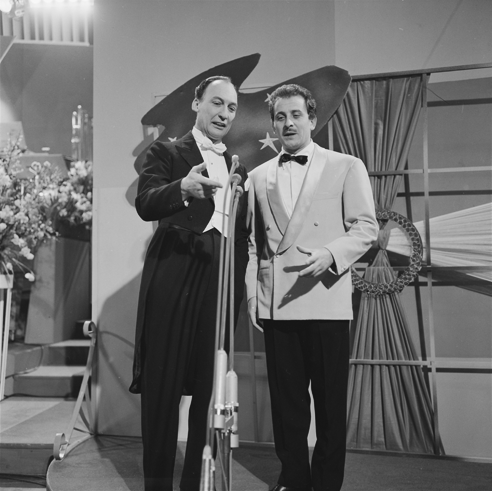
Domenico Modugno (rechts) met dirigent Alberto Semprini op het songfestival van 1958 in Hilversum

### Volare
Tijdens het eerste decennium dat het Eurovisiesongfestival bestond, was het voor Italië gebruikelijk om aan te treden met de winnaar van het San Remo-festival. In 1958 viel deze eer te beurt aan Domenico Modugno, die naar Hilversum reisde met het lied Nel blu dipinto di blu. Door een stroomstoring werd zijn optreden echter niet in alle landen goed ontvangen, waardoor Modugno zijn lied, nadat alle andere landen aan de beurt waren geweest, nog eens mocht overdoen. Hoewel Italië niet wist te winnen (het eindigde met 13 punten op de derde plaats), groeide de inzending onder de bekendere titel Volare uit tot een overweldigend en wereldwijd succes. In de Verenigde Staten werd het een nummer 1-hit en won het twee Grammy Awards. Het lied werd talloze malen gecoverd en is commercieel gezien het succesvolste songfestivalliedje uit de geschiedenis. In 2004 werd Volare door de Italiaanse copyrightmaatschappij SIAE bovendien bekroond als het meest gespeelde Italiaanse lied aller tijden, niet alleen in Italië zelf maar wereldwijd. Tijdens de in 2005 gehouden jubileumshow Congratulations: 50 Jaar Eurovisiesongfestival eindigde Volare op de tweede plaats van populairste songfestivalliedjes aller tijden, achter Waterloo van ABBA.
In 1959 won Domenico Modugno voor een tweede maal op rij het San Remo-festival, en werd zo opnieuw voor Italië naar het songfestival gestuurd. Ditmaal trad hij aan met het lied Piove, tevens bekend als Ciao, ciao bambina. Hoewel ook dit lied een internationaal verkoopsucces werd, kon hij er de roem van Volare niet mee evenaren. Hij eindigde op het songfestival op de zesde plaats. 

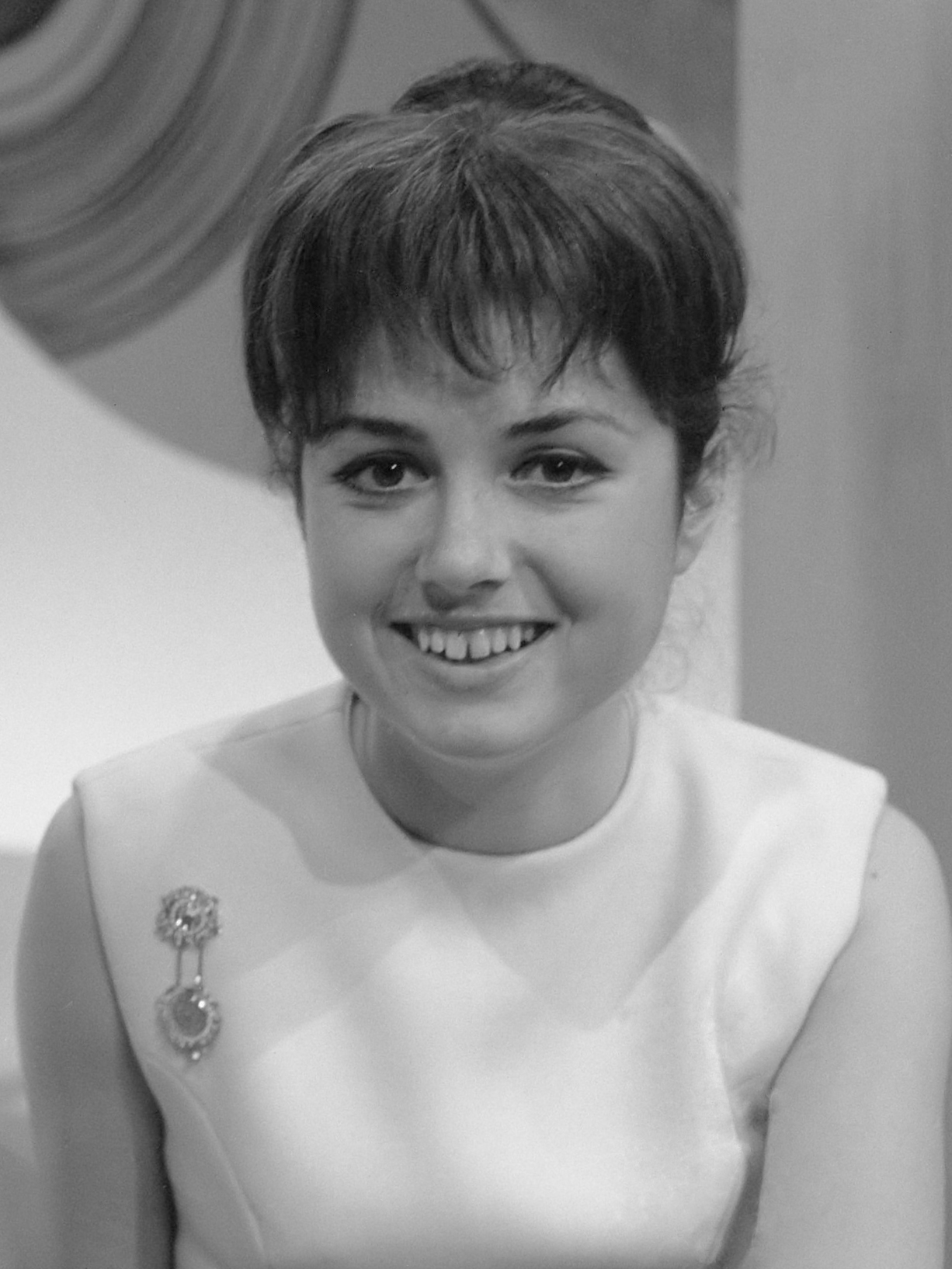
Gigliola Cinquetti

### Eerste zege
Begin jaren zestig boekte Italië op het Eurovisiesongfestival enkele onopvallende resultaten. Renato Rascel eindigde in 1960 op de achtste plaats, terwijl Betty Curtis in 1961 evenmin kon meestrijden voor de zege. In 1962 trad Italië vervolgens aan met het lied Addio, addio, dat het San Remo-festival had gewonnen in de uitvoeringen van Domenico Modugno en Claudio Villa. Hoewel Modugno het lied gecomponeerd had, werd Villa door de RAI verkozen om ermee naar Luxemburg te gaan. Hij eindigde er met drie punten op de negende plaats. Meer succes hadden de Italianen weer in 1963, dankzij Emilio Pericoli. Deze uit Romagna afkomstige zanger had al enig internationaal succes verworven met een cover van Al di là, de Italiaanse inzending uit 1961, en sleepte op het songfestival de derde plaats binnen met het lied Uno per tutte. Hij kwam slechts vijf punten tekort om te winnen. 
In 1964 stuurde Italië Gigliola Cinquetti naar het Eurovisiesongfestival. Cinquetti, pas 16 jaar oud, trad in Kopenhagen aan met het lied Non ho l'età, waarmee ze een maand eerder het San Remo-festival had gewonnen. De inzending bracht veel teweeg in de zaal; waar het songfestivalpubliek van oudsher ingetogen en met een beleefd applaus reageerde op de voorbijkomende liedjes, barstte er na het optreden van Italië een daverende ovatie los met aanhoudend gejuich. Cinquetti mocht zelfs nog even terugkeren op het podium om een tweede buiging te maken, en er bestond geen twijfel over dat Italië voor het eerst het songfestival zou gaan winnen. De puntentelling kende weinig spanning: de Italianen kregen van acht landen het maximumaantal punten en stonden gedurende de hele stemming bovenaan het scorebord. Uiteindelijk won Italië het songfestival met bijna drie keer zoveel punten als de nummer 2, tot op heden een unicum dat met het huidige puntensysteem waarschijnlijk nooit meer zal worden geëvenaard. Na het songfestival groeide Non ho l'età uit tot een groot succes in de Europese hitparades. Cinquetti nam het lied ook op in ander talen, waaronder het Spaans, het Duits en het Japans. Van de Italiaanse winst op het songfestival van 1964 zijn zover bekend geen volledige televisieopnames bewaard gebleven; de originele opnameband van de show ging waarschijnlijk begin jaren zeventig verloren bij een brand in het gebouw van de Deense omroep DR. 

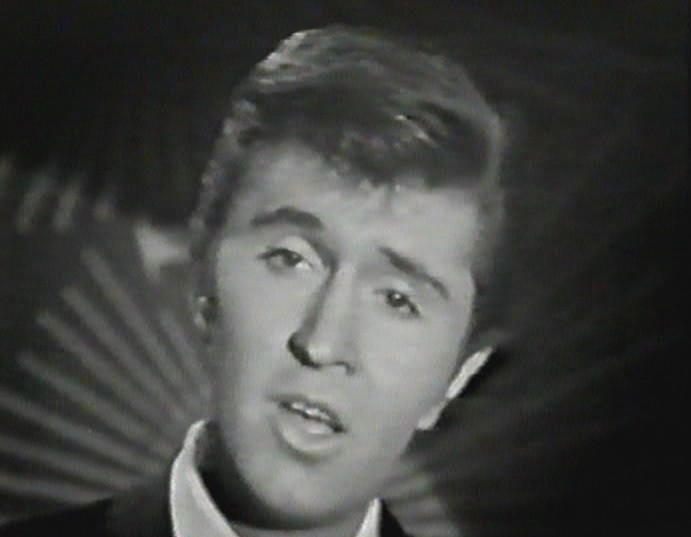
Bobby Solo op het songfestival van 1965 in Napels

### Slechte periode
In 1965 vond het Eurovisiesongfestival voor het eerst in Italië plaats. Het gastland werd in Napels vertegenwoordigd door Bobby Solo, die op de vijfde plaats belandde met zijn lied Se piangi, se ridi. Het was voorlopig het laatste aansprekende resultaat voor de Italianen, want hierna ging het tijdelijk bergafwaarts met de prestaties.
In 1966 kwam de eerder zo succesvolle Domenico Modugno voor de derde keer uit voor Italië. Hij gaf een emotionele uitvoering weg van zijn lied Dio, come ti amo, maar werd bij de puntentelling door de jury's afgeserveerd. Het lied kreeg geen enkel punt en eindigde op de laatste plaats, iets dat geen enkele andere Italiaanse inzending in de geschiedenis is overkomen. Na dit fiasco werd Claudio Villa in 1967 aangewezen om Italië voor een tweede keer te vertegenwoordigen, maar ook dit leverde geen succes op. Zijn lied Non andare più lontano kwam niet verder dan de elfde plaats, naar verluidt omdat het te ouderwets werd bevonden. Een jaar later kwamen de Italianen vervolgens op de proppen met een moderner klinkend lied, Marianne van Sergio Endrigo. Ook deze inzending strandde echter in de middenmoot. In 1969 stelde Italië ten slotte nogmaals teleur toen Iva Zanicchi bleef steken op de dertiende plaats.

## De jaren 70
Na enkele teleurstellende jaren, slaagde Italië erin om op de songfestivals van 1970 en 1971 weer in de top 10 te eindigen: Gianni Morandi behaalde in 1970 een gedeelde achtste plaats met het lied Occhi di ragazza, en een jaar later werd Massimo Ranieri zelfs vijfde met L'amore è un attimo. Desondanks werden ook deze prestaties met gemengde gevoelens ontvangen. De klassering van Morandi was, doordat het deelnemersveld uit slechts twaalf landen bestond, weinig glansrijk. De vijfde plaats van Ranieri stelde juist teleur omdat hij voorafgaand aan de show een van de grote favorieten was geweest, en verwacht werd dat hij het festival zou gaan winnen. 
In 1972 traden de Italianen in Dublin aan met Nicola di Bari, winnaar van Canzonissima en tweevoudig winnaar van het Festival van San Remo. Di Bari vertolkte op het songfestival het lied I giorni dell'acrobaleno, hetzelfde lied als waarmee hij in de Italiaanse badplaats een maand eerder had gezegevierd. Het was voor het eerst in zes jaar dat Italië meedeed met het winnende lied van het San Remo-festival, en het zou een kwart eeuw duren voordat dit weer zou gebeuren. Di Bari eindigde op het songfestival op de zesde plaats. In 1973 deed Italië voor een tweede maal mee met Massimo Ranieri; ditmaal werd hij dertiende. 

### Sì

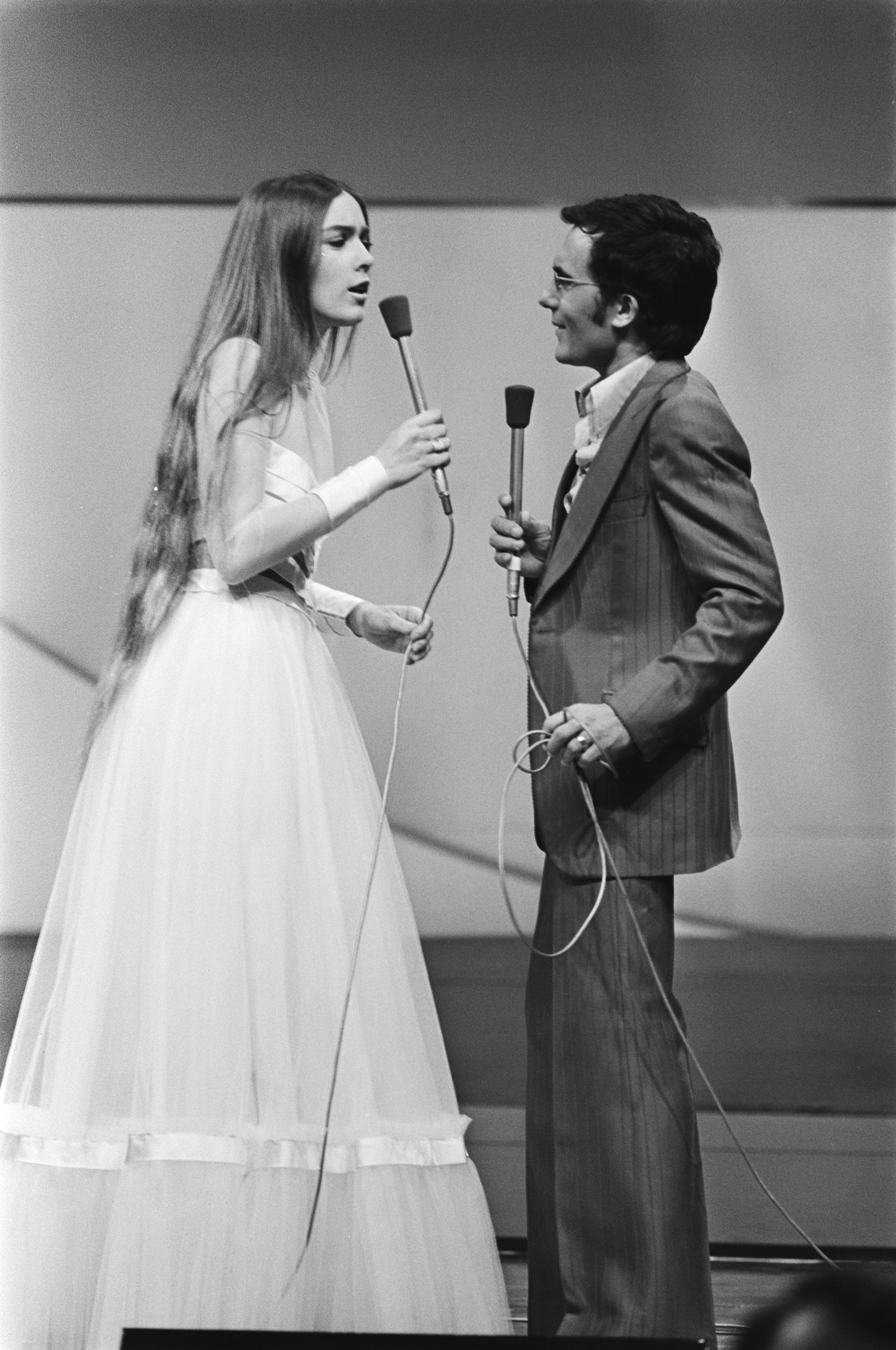
Al Bano en Romina Power op het songfestival van 1976 in Den Haag

Tien jaar na haar overwinning, keerde Gigliola Cinquetti in 1974 terug naar het Eurovisiesongfestival. Ze werd door omroep RAI intern geselecteerd om Italië te vertegenwoordigen  met het lied Sì. Dat de RAI hiermee een gewaagde keuze had gemaakt, werd duidelijk toen de inzending voorafgaand aan het songfestival betrokken raakte bij een politieke controverse in Italië zelf. Er zou een referendum worden gehouden over het terugdraaien van een in 1970 ingevoerde wet, die het recht op echtscheidingen mogelijk had gemaakt. De campagne voor dit referendum was in de periode van het songfestival in volle gang, en viel samen met de media-aandacht voor Cinquetti's songfestivallied. Ook al had de tekst ervan feitelijk niets met het referendum te maken, het woord sì (ja) kwam er toch herhaaldelijk in voorbij. Gevreesd werd dat de campagne hierdoor beïnvloed zou worden en het lied als een stemadvies zou worden opgevat. De RAI nam hierop de radicale beslissing om zijn eigen inzending te boycotten; het lied werd zowel op televisie als op de radio volledig genegeerd, en de uitzending van het songfestival werd in Italië zelfs een maand uitgesteld, tot na het referendum. Cinquetti slaagde er niet in om het songfestival opnieuw te winnen, maar eindigde wel op de tweede plaats, met zes punten achterstand op het winnende Waterloo van ABBA. Met dit resultaat is Cinquetti een van de vijf artiesten uit de geschiedenis van het songfestival die zowel op de eerste als de tweede plaats zijn geëindigd.
Het succes van Sì werd voor Italië in 1975 voortgezet met Era, een duet tussen Dori Ghezzi en de van oorsprong Amerikaanse Wess Johnson. Behalve van Nederland, kreeg het duo van ieder land punten en werd met een derde plaats wederom een fraai resultaat behaald. Hierdoor wellicht geïnspireerd, vaardigden de Italianen een jaar later opnieuw een tweetal af: Al Bano en Romina Power. Dit echtpaar trad in Den Haag aan met het nummer We'll live it all again, dat door Al Bano in het Italiaans, en door de in de Verenigde Staten geboren Power in het Engels werd gezongen. Het was de eerste keer dat een Italiaanse inzending een buitenlandse taal bevatte. Ondanks de zang van Power, die op sommige momenten onzuiver was, en het feit dat Al Bano aan het begin van zijn couplet zijn tekst vergat, eindigde Italië er toch mee op een verdienstelijke zevende plaats.

### Mindere resultaten
Net als in de laatste jaren van het vorige decennium, kreeg Italië ook aan het eind van de jaren zeventig te maken met povere resultaten. In 1977 stuurde het land zijn meest populaire zangeres Mia Martini naar het songfestival, maar ondanks haar status in eigen land, en ondanks het feit dat haar ballade Libera werd uitgevoerd in een moderne up-tempo versie, strandde ze teleurstellend op de dertiende plaats. In 1978 scoorde Italië vervolgens ook matig met de popgroep Ricchi e Poveri. De uitvoering van hun nummer Questo amore ging de mist in, doordat het volume van het orkest niet goed stond afgesteld en het contrast met de zang daardoor eigenaardig overkwam. Wellicht was dit incident de reden dat de groep Matia Bazar, de Italiaanse inzending in 1979, besloot om als eerste deelnemers in de songfestivalgeschiedenis geen gebruik te maken van een orkest of dirigent. Hun lied Raggio di luna werd vooraf aangeduid als kanshebber om het songfestival te winnen, maar omdat de zanger gedurende het hele lied uit de toon zong, zat er in plaats van een topnotering niet meer in dan een vijftiende plaats. 

## De jaren 80 en 90

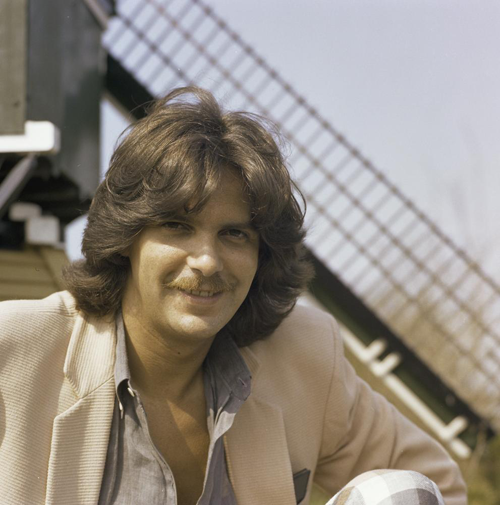
Alan Sorrenti nam deel aan het songfestival van 1980 in Den Haag

Na een zesde plaats voor Alan Sorrenti in 1980, constateerde de RAI dat het Eurovisiesongfestival nog maar een geringe populariteit had onder de Italiaanse bevolking. De omroep besloot zich daarom terug te trekken, waardoor het songfestival van 1981 de eerste editie werd zonder Italiaanse deelname. Na ook in 1982 afwezig te zijn geweest, keerde Italië echter terug op het festival van 1983 in de Duitse stad München. Deelnemer werd de succesvolle zanger Riccardo Fogli, die een jaar eerder het San Remo-festival had gewonnen. In zijn lied Per Lucia was een prominente rol weggelegd voor de accordeon, maar de jury's waren bepaald niet onder de indruk van het optreden: Fogli kwam niet verder dan een gedeelde elfde plaats.

### I treni di Tozeur
In 1984 verscheen Italië op het songfestival met een opvallende inzending: I treni di Tozeur van Franco Battiato en Alice. Het feit dat het lied geen herkenbare coupletten kende was al bijzonder, maar vooral het achtergrondkoortje baarde opzien. Drie mezzosopranen, gekleed in de kleuren van de Italiaanse vlag, zwegen vrijwel het gehele lied, totdat zij aan het einde een Duitstalige regel uit Die Zauberflöte van Mozart ten gehore brachten. Het publiek reageerde enthousiast, maar de vakjury's vonden het lied mogelijk te afwijkend; tegen de verwachtingen in streed Italië niet mee om de zege en eindigde het op een gedeelde vijfde plaats. Desalniettemin groeide I treni di Tozeur naderhand uit tot een hit in diverse Europese landen, waaronder Italië zelf, en wordt het door velen beschouwd als een songfestivalklassieker. 
In 1985 keerden, negen jaar na hun eerste deelname, Al Bano en Romina Power terug op het songfestival. Ditmaal brachten zij het lied Magic, oh magic. Naar het voorbeeld van I treni di Tozeur, waren ook nu de achtergrondzangeressen gekleed in de Italiaanse kleuren. Het echtpaar kreeg van drie landen het maximum van 12 punten en eindigde, net als in 1976, op de zevende plaats.

### Gente di mare
Na een jaar afwezigheid in 1986, trad Italië op het songfestival van 1987 in Brussel aan met de zangers Umberto Tozzi en Raf. Beiden waren succesvol geweest als tekstschrijvers van Si può dare di più, het winnende lied van het San Remo-festival, dat Tozzi samen met Gianni Morandi en Enrico Ruggeri had uitgevoerd. Als duo vertolkten Tozzi en Raf op het songfestival een ander lied: Gente di mare, een sterke ballade die na de puntentelling met 103 punten op de derde plaats belandde, achter Ierland en Duitsland. Het was het beste Italiaanse resultaat in twaalf jaar tijd, en het lied werd een grote hit in verschillende Europese landen. 
In 1988 strandde Italië met Luca Barbarossa op een gedeelde twaalfde plaats. Dit was een teleurstellend resultaat, en de RAI twijfelde lange tijd over deelname in 1989. Uiteindelijk werd besloten toch weer een deelnemer naar het songfestival af te vaardigen; echter, de inschrijfdatum bleek toen al gesloten. De EBU was niet te streng en liet Italië deelnemen, maar wel onder de voorwaarde dat het land dan als eerste zou aantreden. Het openen van de show wordt op het songfestival meestal gezien als een slechte uitgangspositie. De RAI accepteerde de sanctie en stuurde Anna Oxa en Fausto Leali naar Lausanne. Met het lied Avrei voluto eindigde dit duo op de negende plaats.

### Tweede zege

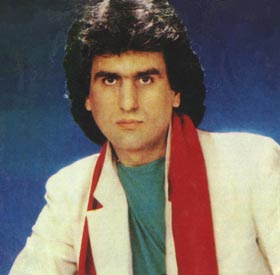
Toto Cutugno

Voor het songfestival van 1990 in Zagreb had de RAI aanvankelijk de band Pooh in willen sturen, de winnaar van het San Remo-festival. Toen echter bleek dat de groep op wereldtournee ging en dus niet beschikbaar was, werd gekozen voor Toto Cutugno, die in San Remo als tweede was geëindigd. Cutugno had op dat moment al een behoorlijke staat van dienst, ook buiten Italië. In 1980 had hij het San Remo-festival gewonnen en tevens had hij muziek geschreven voor onder anderen Mireille Mathieu en Johnny Hallyday. Voor het songfestival schreef en componeerde hij het lied Insieme: 1992, dat net als veel andere inzendingen van dat jaar over de Europese eenwording ging, een onderwerp dat door de val van de Berlijnse Muur zeer actueel was. Het getal 1992 in de titel verwees naar het jaar waarin de oprichting van de Europese Unie was voorzien. Cutugno moest zijn lied voor het songfestival wel nog inkorten, iets dat overigens wel vaker nodig was bij de inzendingen van Italië. Het nummer werd van ruim 4 minuten teruggebracht naar de toegestane limiet van 3 minuten. Het achtergrondkoor van Cutugno werd in Zagreb verzorgd door de Sloveense groep Pepel in Kri, die in 1975 zelf al eens aan het songfestival hadden meegedaan namens Joegoslavië. Hoewel Insieme niet werd beschouwd als een van de sterkste Italiaanse inzendingen, kreeg het tijdens de puntentelling toch veel punten. Samen met Frankrijk en Ierland werd gestreden om de eindzege, waarbij Italië tot verrassing van velen uiteindelijk als winnaar uit de bus kwam. Het was, 26 jaar na de eerste overwinning, pas de tweede keer dat Italië het songfestival won. 
In 1991 vond het songfestival plaats in de Italiaanse hoofdstad Rome. Toto Cutugno, de titelverdediger, nam de presentatie op zich, samen met de enige andere songfestivalwinnaar die Italië tot dan toe had gehad, Gigliola Cinquetti. Het werd een rommelige show, waarin de onkunde van de twee presentatoren voortdurend zichtbaar was. De twee praatten door elkaar heen, moesten continu improviseren en er werd gestunteld met de verschillende talen. Ook de puntentelling verliep onoverzichtelijk en chaotisch. Het gastland zelf eindigde op de zevende plaats, met een in het Napolitaans uitgevoerd lied van Peppino di Capri. Het was de eerste en tot nog toe enige keer dat Italië op het songfestival geheel werd vertegenwoordigd in een andere taal dan het Italiaans.

## Afwezigheid
Na haar teleurstellende dertiende plaats in 1977, mocht Mia Martini het in 1992 nogmaals proberen voor Italië. Dit keer trad zij aan met de ballade Rapsodia, wat haar van vier landen (waaronder Nederland) de volle 12 punten opleverde. Met een vierde plaats in de rangschikking zette Martini haar magere prestatie van vijftien jaar eerder recht. Een jaar later stuurde Italië Enrico Ruggeri naar het songfestival. Hij had dat jaar het San Remo-festival gewonnen, maar trad op het Eurovisiepodium aan met een ander lied, Sole d'Europa. Na vier jaar op rij bij de beste tien te zijn geëindigd, slaagde Italië er nu niet in de top 10 te bereiken: Ruggeri werd twaalfde.
In 1994 besloot de RAI om geen deelnemer af te vaardigen naar het songfestival in Dublin. Een officiële reden werd niet gegeven, maar feitelijk waren de kijkcijfers in Italië al jaren gering. Hierdoor had de omroep zich in de jaren tachtig ook al drie maal teruggetrokken van het songfestival. Nu was het afscheid echter definitiever; Italië zou jarenlang geen intenties meer tonen om aan het songfestival deel te nemen. Het land keerde desondanks wel nog even terug in 1997, maar dit was naar alle waarschijnlijkheid een foutje; de RAI zou per abuis de annuleringstermijn hebben gemist. Omdat de EBU dreigde met een boete, besloten de Italianen dan toch een deelnemer af te vaardigen. Gekozen werd voor het winnende lied van het San Remo-festival van dat jaar, Fiumi di parole van Jalisse. Het was voor het eerst sinds 1972 dat er weer eens een winnend San Remo-lied op het songfestival te horen was. Het stond voorafgaand aan het songfestival hoog in de peilingen, en was bij sommige wedkantoren zelfs favoriet. Commentator Ettore Andenna zou later onthullen dat dit de RAI bepaald niet beviel; de omroep zou een zege hoe dan ook hebben willen voorkomen, zodat het het festival een jaar later niet zou hoeven organiseren. Hierbij zou Jalisse in de voorbereidingen op de show ook zijn belemmerd. Volgens Andenna was hetzelfde al gebeurd in 1993 met Enrico Ruggeri. 
Toen de RAI zich in 1998 weer terugtrok van het songfestival, ontstond er veel kritiek van platenmaatschappijen die wel brood zagen in deelname. De omroep haalde zich ook de woede op de hals van zangeres Annalisa Minetti, die in 1998 het San Remo-festival won en graag op het songfestival wilde uitkomen. Het was tevergeefs; de RAI bleef halsstarrig weigeren. Mogelijk was een conflict met de EBU, die alle landen verplichtte het songfestival voortaan live uit te zenden, hier ook debet aan. Ruim een decennium lang bleef Italië weg van het Europese muziekfestijn.

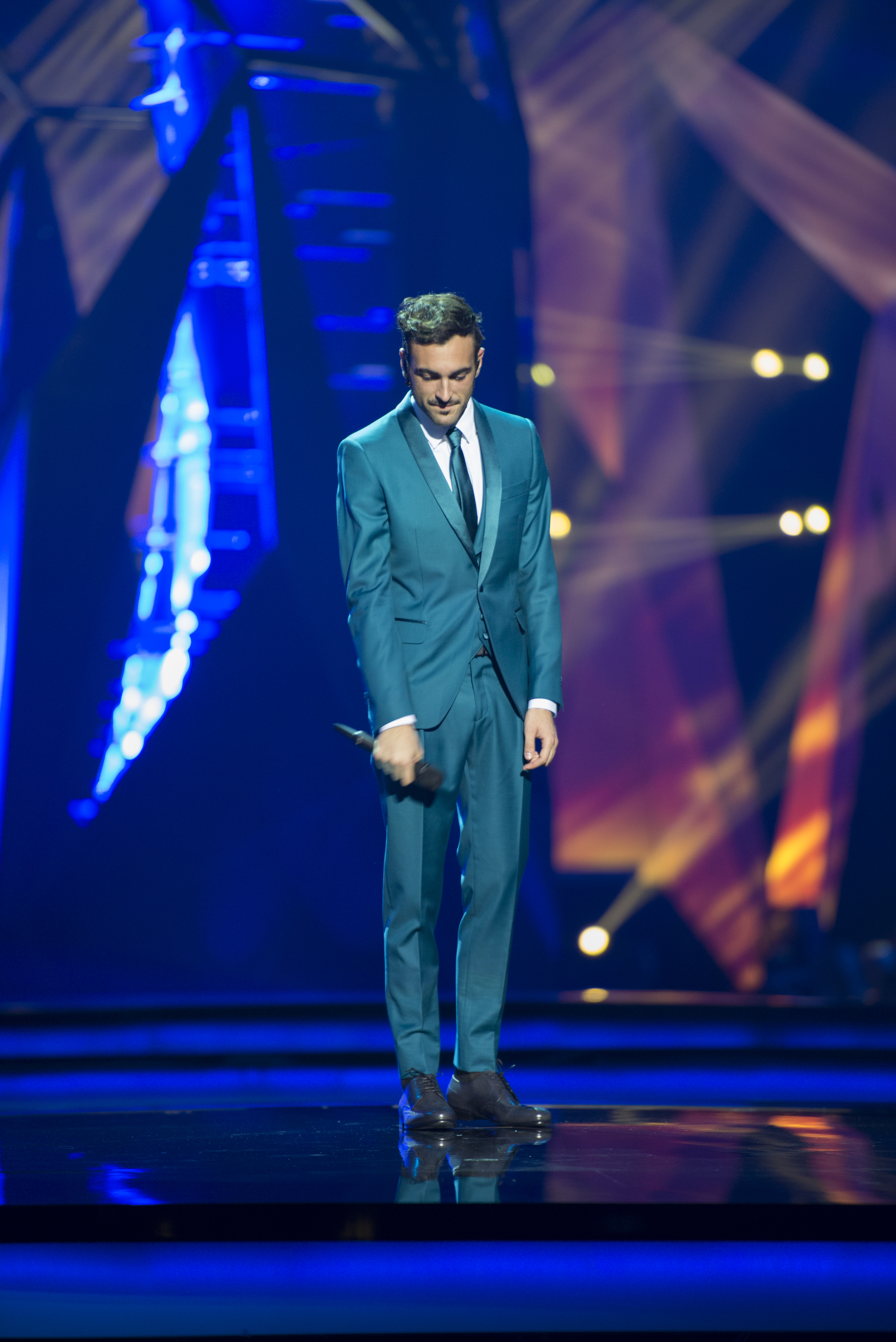
Marco Mengoni op het songfestival van 2013 in Malmö

In de jaren van afwezigheid leek de Italiaanse liefde voor het songfestival, die nooit groot was, definitief verleden tijd. Het songfestival had in Italië nooit de status of populariteit van het eigen San Remo-festival kunnen evenaren. Omdat de RAI de show ook niet langer uitzond, raakte het festival in Italië in de vergetelheid. Sommigen waren hierdoor in de veronderstelling dat de wedstrijd niet meer bestond. Desondanks leefde na enkele jaren de interesse vanuit de Italiaanse muziekwereld weer op. Platenmaatschappijen en artiesten drongen bij de RAI aan op een terugkeer, en invloedrijke personen als Raffaella Carrà en Toto Cutugno voerden in 2008 de druk verder op door te pleiten voor hetzelfde. Doordat in hetzelfde jaar San Marino zijn debuut maakte op het songfestival, werd de belangstelling in Italië nog verder aangewakkerd. In 2009 verklaarde de EBU dat het Italië graag terug zou willen zien op het liedjesfestijn. Het werd zelfs gesteld als een van de prioriteiten.

## 2011 en verder
In 2011 keerde Italië na 13 jaar afwezigheid terug op het Eurovisiesongfestival in Düsseldorf. Het land werd vanaf dat jaar ingedeeld bij de Grote vijf Eurovisielanden, wat betekent dat Italië niet hoeft deel te nemen aan de halve finales, en altijd automatisch geplaatst is voor de finale. Zanger en pianist Raphael Gualazzi kreeg de eer om zijn land te vertegenwoordigen, en deed dit met Follia d'amore, het lied waarmee hij dat jaar de jongerencategorie van het San Remo-festival had gewonnen. Op het songfestival werd het nummer onder de titel Madness of love deels vertolkt in het Italiaans, en deels in het Engels. De terugkeer van Italië werd onder het Europese publiek met veel enthousiasme ontvangen; Gualazzi ontving 189 punten en eindigde achter Azerbeidzjan op de tweede plaats. In 2012 kwam Italië vervolgens naar het songfestival met Nina Zilli. Met L'amore è femmina was zij een van de favorieten om te winnen, maar uiteindelijk werd ze negende.
In 2013 deed Italië mee met de winnaar van het San Remo-festival, Marco Mengoni. Hij vertolkte in Malmö zijn winnende lied L'essenziale en sleepte daarmee de zevende plaats binnen, het derde top 10-succes voor Italië op rij. Aan deze goede prestaties kon geen vervolg worden gegeven door Emma Marrone, die vanwege een niet al te vlotte uitvoering van haar lied La mia città in 2014 niet verder kwam dan de 21ste plaats. In 2015 kon het trio Il Volo met Grande amore de derde plaats wegkapen. In 2016 eindigde Francesca Michielin met het lied No degree of separation op de 16de plaats. In 2017 werd San Remo-winnaar Francesco Gabbani naar het songfestival gestuurd met het lied Occidentali's karma. Het werd dankzij de act, waarin een als aap verkleed persoon te zien was, een van de opvallendste kandidaten dat jaar. Gabbani stond in de maanden voor het festival lange tijd op de eerste plaats in de peilingen, maar belandde in Kiev uiteindelijk op de zesde plaats. Met Non mi avete fatto niente, een lied over terroristische aanslagen in Europa, behaalden Ermal Meta & Fabrizio Moro de vijfde plaats in 2018.
Op het songfestival van 2019 in Tel Aviv werd Italië vertegenwoordigd door San Remo-winnaar Mahmood. Hij trad aan met het nummer Soldi en kwam daarmee dicht in de buurt van de overwinning: hij eindigde als tweede, met slechts 26 punten achterstand op de Nederlandse winnaar Duncan Laurence.

### Derde zege
In 2021 gooide Italië het over een andere boeg. Het land stuurde rockband Måneskin naar het songfestival in Rotterdam en liet daarmee een ander genre horen dan gewoonlijk. Het nummer waarmee de band deelnam was Zitti e buoni, dat even daarvoor het San Remo-festival gewonnen had. In de peilingen na de repetities stegen de kansen van Italië op de eindzege aanzienlijk. In de finale op 22 mei behaalde de inzending een totaalscore van 524 punten; de Italianen eindigde bij de vakjury's als vierde, maar zegevierde alsnog dankzij een afgetekende overwinning bij het televotende publiek. Met een voorsprong van 25 punten op Frankrijk won Italië voor de derde keer in de historie en voor het eerst in 31 jaar het Eurovisiesongfestival. Zitti e buoni werd vervolgens een internationale hit.
Dankzij de Italiaanse overwinning vond het Eurovisiesongfestival van 2022 plaats in Turijn. Als presentatoren werden Alessandro Cattelan, Laura Pausini en Mika aangesteld. Italië zelf werd vertegenwoordigd door Mahmood (die drie jaar eerder nog tweede was geworden) en Blanco. Hun duet Brividi behaalde de zesde plaats. In 2023 deed Marco Mengoni voor de tweede keer mee, hij behaalde een vierde plaats.

## Italiaanse deelnames
| Jaar | Artiest                    | Titel                           | Fin. | Ptn. | Taal                |
| ---- | -------------------------- | ------------------------------- | ---- | ---- | ------------------- |
| 1956 | Franca Raimondi            | Aprite le finestra              | ?    | ?    | Italiaans           |
| 1956 | Tonina Torrielli           | Amami se vuoi                   | ?    | ?    | Italiaans           |
| 1957 | Nunzio Gallo               | Corde della mia chitarra        | 6    | 7    | Italiaans           |
| 1958 | Domenico Modugno           | Nel blu dipinto di blu          | 3    | 13   | Italiaans           |
| 1959 | Domenico Modugno           | Piove                           | 6    | 9    | Italiaans           |
| 1960 | Renato Rascel              | Romantica                       | 8    | 5    | Italiaans           |
| 1961 | Betty Curtis               | Al di là                        | 5    | 12   | Italiaans           |
| 1962 | Claudio Villa              | Addio, addio                    | 9    | 3    | Italiaans           |
| 1963 | Emilio Pericoli            | Uno per tutte                   | 3    | 37   | Italiaans           |
| 1964 | Gigliola Cinquetti         | Non ho l'età                    | 1    | 49   | Italiaans           |
| 1965 | Bobby Solo                 | Se piangi, se ridi              | 5    | 15   | Italiaans           |
| 1966 | Domenico Modugno           | Dio come ti amo                 | 17   | 0    | Italiaans           |
| 1967 | Claudio Villa              | Non andare più lontano          | 11   | 4    | Italiaans           |
| 1968 | Sergio Endrigo             | Marianne                        | 10   | 7    | Italiaans           |
| 1969 | Iva Zanicchi               | Due grosse lacrime bianche      | 13   | 5    | Italiaans           |
| 1970 | Gianni Morandi             | Occhi di ragazza                | 8    | 5    | Italiaans           |
| 1971 | Massimo Ranieri            | L'amore è un attimo             | 5    | 91   | Italiaans           |
| 1972 | Nicola di Bari             | I giorni dell'acrobaleno        | 6    | 92   | Italiaans           |
| 1973 | Massimo Ranieri            | Chi sarà con te                 | 13   | 74   | Italiaans           |
| 1974 | Gigliola Cinquetti         | Sì                              | 2    | 18   | Italiaans           |
| 1975 | Wess & Dori Ghezzi         | Era                             | 3    | 115  | Italiaans           |
| 1976 | Al Bano & Romina Power     | We'll live it all again         | 7    | 69   | Italiaans en Engels |
| 1977 | Mia Martini                | Libera                          | 13   | 33   | Italiaans           |
| 1978 | Ricchi e Poveri            | Questo amore                    | 12   | 53   | Italiaans           |
| 1979 | Matia Bazar                | Raggio di luna                  | 15   | 27   | Italiaans           |
| 1980 | Alan Sorrenti              | Non so che darei                | 6    | 87   | Italiaans           |
| 1983 | Riccardo Fogli             | Per Lucia                       | 11   | 41   | Italiaans           |
| 1984 | Alice & Battiato           | I treni di Tozeur               | 5    | 70   | Italiaans           |
| 1985 | Al Bano & Romina Power     | Magic, oh magic                 | 7    | 78   | Italiaans           |
| 1987 | Umberto Tozzi & Raf        | Gente di mare                   | 3    | 103  | Italiaans           |
| 1988 | Luca Barbarossa            | Ti scrivo                       | 12   | 52   | Italiaans           |
| 1989 | Anna Oxa & Fausto Leali    | Avrei voluto                    | 9    | 56   | Italiaans           |
| 1990 | Toto Cutugno               | Insieme: 1992                   | 1    | 149  | Italiaans           |
| 1991 | Peppino di Capri           | Comme e' ddoce 'o mare          | 7    | 89   | Napolitaans         |
| 1992 | Mia Martini                | Rapsodia                        | 4    | 111  | Italiaans           |
| 1993 | Enrico Ruggeri             | Sole d'Europa                   | 12   | 45   | Italiaans           |
| 1997 | Jalisse                    | Fiumi di parole                 | 4    | 114  | Italiaans           |
| 2011 | Raphael Gualazzi           | Madness of love                 | 2    | 189  | Italiaans en Engels |
| 2012 | Nina Zilli                 | L'amore è femmina (out of love) | 9    | 101  | Italiaans en Engels |
| 2013 | Marco Mengoni              | L'essenziale                    | 7    | 126  | Italiaans           |
| 2014 | Emma Marrone               | La mia città                    | 21   | 33   | Italiaans           |
| 2015 | Il Volo                    | Grande amore                    | 3    | 292  | Italiaans           |
| 2016 | Francesca Michielin        | No degree of separation         | 16   | 124  | Italiaans en Engels |
| 2017 | Francesco Gabbani          | Occidentali's karma             | 6    | 334  | Italiaans           |
| 2018 | Ermal Meta & Fabrizio Moro | Non mi avete fatto niente       | 5    | 308  | Italiaans           |
| 2019 | Mahmood                    | Soldi                           | 2    | 472  | Italiaans           |
| 2021 | Måneskin                   | Zitti e buoni                   | 1    | 524  | Italiaans           |
| 2022 | Mahmood & Blanco           | Brividi                         | 6    | 268  | Italiaans           |
| 2023 | Marco Mengoni              | Due vite                        | 4    | 350  | Italiaans           |
| 2024 | Angelina Mango             | La noia                         | 7    | 268  | Italiaans           |
| 2025 | Lucio Corsi                | Volevo essere un duro           | 5    | 256  | Italiaans           |

| Kleur | Betekenis      |
| ----- | -------------- |
|       | Eerste plaats  |
|       | Tweede plaats  |
|       | Derde plaats   |
|       | Laatste plaats |
|       | Gastland       |

## Punten
Als Zuid-Europees land, heeft Italië door de jaren heen veel punten mogen ontvangen van andere zuidelijk gelegen landen, zoals Portugal en Spanje. Ook Zwitserland, waar het Italiaans een van de officiële talen is, heeft vaker dan gemiddeld op de Italiaanse inzendingen gestemd. Verder kreeg Italië voorheen veel punten van Finland. Wanneer men alleen de recentste statistieken meeweegt (sinds de terugkeer van Italië in 2011), valt op dat het land tegenwoordig verreweg de meeste punten ontvangt uit de buurlanden Albanië, Malta en San Marino.
De Italianen zelf hebben in de historie van het songfestival het meest gestemd op West-Europese landen, met name Frankrijk, het Verenigd Koninkrijk en Ierland. In de recentste jaren heeft Italië echter de meeste punten gegeven aan Roemenië en Oekraïne.
De onderstaande tabellen beslaan de periode 1956-2025. Punten gegeven in de halve finales zijn in deze tabellen niet meegerekend.
| Plaats | Land                | Punten |
| ------ | ------------------- | ------ |
| 1      | Frankrijk           | 158    |
| 2      | Verenigd Koninkrijk | 154    |
| 3      | Zwitserland         | 133    |
| 4      | Ierland             | 131    |
| 5      | Spanje              | 128    |

| Plaats | Land        | Punten |
| ------ | ----------- | ------ |
| 1      | Spanje      | 282    |
| 2      | Zwitserland | 275    |
| 3      | Portugal    | 266    |
| 4      | Malta       | 252    |
| 5      | Frankrijk   | 219    |

### Twaalf punten gegeven aan Italië
| Aantal | Land            | Wanneer                                                          |
| ------ | --------------- | ---------------------------------------------------------------- |
| 9      | Albanië         | 2011, 2013, 2015, 2017 (j+t), 2018 (j+t), 2022 (j), 2023 (t)     |
| 9      | Malta           | 2014, 2015, 2017 (j+t), 2018 (t), 2019 (j+t), 2021 (t), 2023 (t) |
| 9      | Spanje          | 1984, 1985, 1987, 1989, 1990, 2011, 2013, 2015, 2019 (t)         |
| 7      | Portugal        | 1980, 1985, 1987, 1991, 1997, 2015, 2025 (j)                     |
| 5      | Kroatië         | 2019 (j+t), 2021 (j), 2023 (j), 2025 (j)                         |
| 5      | San Marino      | 2011, 2019 (j), 2021 (t), 2023 (j), 2025 (j)                     |
| 5      | Slovenië        | 2021 (j), 2022 (j), 2023 (j), 2025 (j+t)                         |
| 4      | Finland         | 1975, 1984, 1991, 1992                                           |
| 3      | Duitsland       | 1987, 2018 (t), 2019 (j)                                         |
| 3      | Zwitserland     | 2013, 2019 (t), 2025 (j)                                         |
| 2      | Cyprus          | 1990, 2015                                                       |
| 2      | Frankrijk       | 1992, 2016 (j)                                                   |
| 2      | Georgië         | 2021 (j), 2025 (j)                                               |
| 2      | Ierland         | 1987, 1990                                                       |
| 2      | Noorwegen       | 1992, 2016 (j)                                                   |
| 2      | Roemenië        | 2015, 2023 (j)                                                   |
| 2      | Oekraïne        | 2021 (j+t)                                                       |
| 1      | België          | 2019 (j)                                                         |
| 1      | Bulgarije       | 2021 (t)                                                         |
| 1      | Griekenland     | 2015                                                             |
| 1      | Israël          | 2015                                                             |
| 1      | Joegoslavië     | 1987                                                             |
| 1      | Letland         | 2011                                                             |
| 1      | Luxemburg       | 1985                                                             |
| 1      | Nederland       | 1992                                                             |
| 1      | Noord-Macedonië | 2019 (j)                                                         |
| 1      | Oostenrijk      | 2023 (j)                                                         |
| 1      | Rusland         | 2015                                                             |
| 1      | Servië          | 2021 (t)                                                         |

(j) = vakjury; (t) = televoting

### Twaalf punten gegeven door Italië
(Vetgedrukte landen waren ook de winnaar van dat jaar.)
| Jaar | Land        | Jaar | Land                | Jaar | Land                          | Jaar | Land                                   |
| ---- | ----------- | ---- | ------------------- | ---- | ----------------------------- | ---- | -------------------------------------- |
| 1975 | Zwitserland | 1985 | Ierland             | 1997 | Estland                       | 2018 | Noorwegen (j) Albanië (t)              |
| 1976 | Ierland     | 1987 | Ierland             | 2011 | Roemenië                      | 2019 | Denemarken (j) Albanië (t)             |
| 1977 | Monaco      | 1988 | Verenigd Koninkrijk | 2012 | Albanië                       | 2021 | Litouwen (j) Oekraïne (t)              |
| 1978 | Luxemburg   | 1989 | Oostenrijk          | 2013 | Denemarken                    | 2022 | Nederland (j) Oekraïne (t)             |
| 1979 | Spanje      | 1990 | Oostenrijk          | 2014 | Oostenrijk                    | 2023 | Israël (j) Moldavië (t)                |
| 1980 | Duitsland   | 1991 | Frankrijk           | 2015 | Zweden                        | 2024 | Zwitserland (j) Israël (t)             |
| 1983 | Luxemburg   | 1992 | Griekenland         | 2016 | Spanje (j) Oekraïne (t)       | 2025 | Verenigd Koninkrijk (j) San Marino (t) |
| 1984 | Ierland     | 1993 | Ierland             | 2017 | Azerbeidzjan (j) Moldavië (t) |      |                                        |

(j) = vakjury; (t) = televoting
1956 · 1957 · 1958 · 1959 · 1960 · 1961 · 1962 · 1963 · 1964 · 1965 · 1966 · 1967 · 1968 · 1969 · 1970 · 1971 · 1972 · 1973 · 1974 · 1975 · 1976 · 1977 · 1978 · 1979 · 1980 · 1981-1982 · 1983 · 1984 · 1985 · 1986 · 1987 · 1988 · 1989 · 1990 · 1991 · 1992 · 1993 · 1994-1996 · 1997 · 1998-2010 · 2011 · 2012 · 2013 · 2014 · 2015 · 2016 · 2017 · 2018 · 2019 · 2020 · 2021 · 2022 · 2023 · 2024 · 2025